# 2e étape du Tour de France 1999
Pour un article plus général, voir Tour de France 1999.
La 2e étape du Tour de France 1999 s'est déroulée le lundi 5 juillet 1999. Elle part de Challans et arrive à Saint-Nazaire.

## Parcours
La deuxième étape du Tour de France 1999, longue de 176 kilomètres, se dispute entre Challans, dans le département de la Vendée, et Saint-Nazaire, en Loire-Atlantique. Elle comporte deux principales difficultés : la chaussée submersible du passage du Gois, longue de 4,5 km, qui relie l'île de Noirmoutier au continent, et la côte du pont de Saint-Nazaire, classée en quatrième catégorie.

## La course
Après 80 kilomètres de course, une chute se produit à l'avant du peloton alors que celui-ci se trouve sur le passage du Gois, impliquant de nombreux coureurs. À la sortie du Gois, un groupe d'une quinzaine de coureurs se retrouve en tête, comprenant le maillot jaune Lance Armstrong ou encore le sprinter italien Mario Cipollini, devant un peloton coupé en cinq morceaux. Un regroupement s'opère alors à l'avant de la course, tandis que certains favoris, à l'instar du Suisse Alex Zülle, sont retardés. Le peloton, mené par les équipes US Postal, Once, Cofidis et Casino se présente à Saint-Nazaire avec seulement 70 coureurs. L'étape est remportée par le sprinter belge Tom Steels devant Jaan Kirsipuu, le coureur de Casino, qui prend la tête du classement général grâce aux bonifications, devenant ainsi le premier Estonien à porter le maillot jaune sur le Tour.
Un second groupe, avec des coureurs illustres comme Zülle, Jean-Cyril Robin ou Ivan Gotti, franchit la ligne d'arrivée avec six minutes et trois secondes de retard sur le vainqueur de l'étape.

## Classement de l'étape
| \| Classement de l'étape \| Classement de l'étape \| Classement de l'étape \| Classement de l'étape \| Classement de l'étape \| \| Coureur \| Coureur \| Pays \| Équipe \| Temps \| \| --------------------- \| --------------------- \| --------------------- \| --------------------- \| --------------------- \| \| 1er \| Tom Steels \| Belgique \| Mapei-Quick Step \| 3 h 45 min 32 s \| \| 2e \| Jaan Kirsipuu \| Estonie \| Casino \| + 0 s \| \| 3e \| Mario Cipollini \| Italie \| Saeco-Cannondale \| + 0 s \| \| 4e \| Erik Zabel \| Allemagne \| Deutsche Telekom \| + 0 s \| \| 5e \| Jimmy Casper \| France \| La Française des jeux \| + 0 s \| \| 6e \| George Hincapie \| États-Unis \| US Postal Service \| + 0 s \| \| 7e \| Ján Svorada \| Tchéquie \| Lampre-Daikin \| + 0 s \| \| 8e \| Silvio Martinello \| Italie \| Polti \| + 0 s \| \| 9e \| Stuart O'Grady \| Australie \| Crédit Agricole \| + 0 s \| \| 10e \| François Simon \| France \| Crédit Agricole \| + 0 s \| |                   |            |                       |                 |
| |                   |            |                       |                 |
| |                   |            |                       |                 |
| Classement de l'étape |                   |            |                       |                 |
| Coureur | Coureur           | Pays       | Équipe                | Temps           |
| 1er | Tom Steels        | Belgique   | Mapei-Quick Step      | 3 h 45 min 32 s |
| 2e | Jaan Kirsipuu     | Estonie    | Casino                | + 0 s           |
| 3e | Mario Cipollini   | Italie     | Saeco-Cannondale      | + 0 s           |
| 4e | Erik Zabel        | Allemagne  | Deutsche Telekom      | + 0 s           |
| 5e | Jimmy Casper      | France     | La Française des jeux | + 0 s           |
| 6e | George Hincapie   | États-Unis | US Postal Service     | + 0 s           |
| 7e | Ján Svorada       | Tchéquie   | Lampre-Daikin         | + 0 s           |
| 8e | Silvio Martinello | Italie     | Polti                 | + 0 s           |
| 9e | Stuart O'Grady    | Australie  | Crédit Agricole       | + 0 s           |
| 10e | François Simon    | France     | Crédit Agricole       | + 0 s           |

## Classement général
Après cette étape au cours de laquelle il y a eu beaucoup de faits de courses, c'est l'Estonien Jaan Kirsipuu (Casino) qui s'empare du maillot jaune de leader du classement général devant l'ancien porteur, l'Américain Lance Armstrong (US Postal Service). Anciennement deuxième, le Suisse Alex Zülle (Banesto) perd plus de six minutes et 30 secondes et chute au classement. Grâce aux bonifications, l'Australien Stuart O'Grady (Crédit agricole) remonte en troisième position.
| \| Classement général \| Classement général \| Classement général \| Classement général \| Classement général \| \| Coureur \| Coureur \| Pays \| Équipe \| Temps \| \| ------------------ \| -------------------- \| ------------------ \| ------------------ \| ------------------ \| \| 1er \| Jaan Kirsipuu \| Estonie \| Casino \| 8 h 49 min 38 s \| \| 2e \| Lance Armstrong \| États-Unis \| US Postal Service \| DQ \| \| 3e \| Stuart O'Grady \| Australie \| Crédit Agricole \| + 22 s \| \| 4e \| Abraham Olano \| Espagne \| ONCE-Deutsche Bank \| + 25 s \| \| 5e \| Christophe Moreau \| France \| Festina-Lotus \| + 29 s \| \| 6e \| Tom Steels \| Belgique \| Mapei-Quick Step \| + 31 s \| \| 7e \| George Hincapie \| États-Unis \| US Postal Service \| + 32 s \| \| 8e \| Alexandre Vinokourov \| Kazakhstan \| Casino \| + 35 s \| \| 9e \| Santos González \| Espagne \| ONCE-Deutsche Bank \| + 35 s \| \| 10e \| Andrea Peron \| Italie \| ONCE-Deutsche Bank \| + 37 s \| |                      |            |                    |                 |
| |                      |            |                    |                 |
| |                      |            |                    |                 |
| Classement général |                      |            |                    |                 |
| Coureur | Coureur              | Pays       | Équipe             | Temps           |
| 1er | Jaan Kirsipuu        | Estonie    | Casino             | 8 h 49 min 38 s |
| 2e | Lance Armstrong      | États-Unis | US Postal Service  | DQ              |
| 3e | Stuart O'Grady       | Australie  | Crédit Agricole    | + 22 s          |
| 4e | Abraham Olano        | Espagne    | ONCE-Deutsche Bank | + 25 s          |
| 5e | Christophe Moreau    | France     | Festina-Lotus      | + 29 s          |
| 6e | Tom Steels           | Belgique   | Mapei-Quick Step   | + 31 s          |
| 7e | George Hincapie      | États-Unis | US Postal Service  | + 32 s          |
| 8e | Alexandre Vinokourov | Kazakhstan | Casino             | + 35 s          |
| 9e | Santos González      | Espagne    | ONCE-Deutsche Bank | + 35 s          |
| 10e | Andrea Peron         | Italie     | ONCE-Deutsche Bank | + 37 s          |

## Classements annexes
| Classement par points | Classement par points | Classement par points | Classement par points | Classement par points |
| Coureur               | Coureur               | Pays                  | Équipe                | Points                |
| --------------------- | --------------------- | --------------------- | --------------------- | --------------------- |
| 1er                   | Jaan Kirsipuu         | Estonie               | Casino                | 87 pts                |
| 2e                    | Tom Steels            | Belgique              | Mapei-Quick Step      | 65 pts                |
| 3e                    | Stuart O'Grady        | Australie             | Crédit Agricole       | 59 pts                |
| 4e                    | Erik Zabel            | Allemagne             | Deutsche Telekom      | 52 pts                |
| 5e                    | George Hincapie       | États-Unis            | US Postal Service     | 49 pts                |

| Classement par points | Classement par points | Classement par points | Classement par points | Classement par points |
| Coureur               | Coureur               | Pays                  | Équipe                | Points                |
| --------------------- | --------------------- | --------------------- | --------------------- | --------------------- |
| 1er                   | Jaan Kirsipuu         | Estonie               | Casino                | 87 pts                |
| 2e                    | Tom Steels            | Belgique              | Mapei-Quick Step      | 65 pts                |
| 3e                    | Stuart O'Grady        | Australie             | Crédit Agricole       | 59 pts                |
| 4e                    | Erik Zabel            | Allemagne             | Deutsche Telekom      | 52 pts                |
| 5e                    | George Hincapie       | États-Unis            | US Postal Service     | 49 pts                |

| Classement de la montagne | Classement de la montagne | Classement de la montagne | Classement de la montagne        | Classement de la montagne |
| Coureur                   | Coureur                   | Pays                      | Équipe                           | Points                    |
| ------------------------- | ------------------------- | ------------------------- | -------------------------------- | ------------------------- |
| 1er                       | Mariano Piccoli           | Italie                    | Lampre-Daikin                    | 8 pts                     |
| 2e                        | Francisco Cerezo          | Espagne                   | Vitalicio Seguros-Grupo Generali | 5 pts                     |
| 3e                        | Laurent Brochard          | France                    | Festina-Lotus                    | 5 pts                     |
| 4e                        | Dimitri Konyshev          | Russie                    | Mercatone Uno-Bianchi            | 4 pts                     |
| 5e                        | François Simon            | France                    | Crédit Agricole                  | 3 pts                     |

| Classement de la montagne | Classement de la montagne | Classement de la montagne | Classement de la montagne        | Classement de la montagne |
| Coureur                   | Coureur                   | Pays                      | Équipe                           | Points                    |
| ------------------------- | ------------------------- | ------------------------- | -------------------------------- | ------------------------- |
| 1er                       | Mariano Piccoli           | Italie                    | Lampre-Daikin                    | 8 pts                     |
| 2e                        | Francisco Cerezo          | Espagne                   | Vitalicio Seguros-Grupo Generali | 5 pts                     |
| 3e                        | Laurent Brochard          | France                    | Festina-Lotus                    | 5 pts                     |
| 4e                        | Dimitri Konyshev          | Russie                    | Mercatone Uno-Bianchi            | 4 pts                     |
| 5e                        | François Simon            | France                    | Crédit Agricole                  | 3 pts                     |

| Classement du meilleur jeune | Classement du meilleur jeune | Classement du meilleur jeune | Classement du meilleur jeune | Classement du meilleur jeune |
| Coureur                      | Coureur                      | Pays                         | Équipe                       | Temps                        |
| ---------------------------- | ---------------------------- | ---------------------------- | ---------------------------- | ---------------------------- |
| 1er                          | Christian Vande Velde        | États-Unis                   | US Postal Service            | 8 h 50 min 15 s              |
| 2e                           | Benoît Salmon                | France                       | Casino                       | + 9 s                        |
| 3e                           | Magnus Bäckstedt             | Suède                        | Crédit Agricole              | + 10 s                       |
| 4e                           | Mario Aerts                  | Belgique                     | Lotto-Mobistar               | + 12 s                       |
| 5e                           | Luis Pérez Rodríguez         | Espagne                      | ONCE-Deutsche Bank           | + 15 s                       |

| Classement du meilleur jeune | Classement du meilleur jeune | Classement du meilleur jeune | Classement du meilleur jeune | Classement du meilleur jeune |
| Coureur                      | Coureur                      | Pays                         | Équipe                       | Temps                        |
| ---------------------------- | ---------------------------- | ---------------------------- | ---------------------------- | ---------------------------- |
| 1er                          | Christian Vande Velde        | États-Unis                   | US Postal Service            | 8 h 50 min 15 s              |
| 2e                           | Benoît Salmon                | France                       | Casino                       | + 9 s                        |
| 3e                           | Magnus Bäckstedt             | Suède                        | Crédit Agricole              | + 10 s                       |
| 4e                           | Mario Aerts                  | Belgique                     | Lotto-Mobistar               | + 12 s                       |
| 5e                           | Luis Pérez Rodríguez         | Espagne                      | ONCE-Deutsche Bank           | + 15 s                       |

| Classement par équipes | Classement par équipes | Classement par équipes | Classement par équipes |
| Équipe                 | Équipe                 | Pays                   | Temps                  |
| ---------------------- | ---------------------- | ---------------------- | ---------------------- |
| 1re                    | US Postal Service      | États-Unis             | 26 h 30 min 27 s       |
| 2e                     | ONCE-Deutsche Bank     | Espagne                | + 4 s                  |
| 3e                     | Crédit Agricole        | France                 | + 19 s                 |
| 4e                     | Festina-Lotus          | France                 | + 20 s                 |
| 5e                     | Casino                 | France                 | + 25 s                 |

| Classement par équipes | Classement par équipes | Classement par équipes | Classement par équipes |
| Équipe                 | Équipe                 | Pays                   | Temps                  |
| ---------------------- | ---------------------- | ---------------------- | ---------------------- |
| 1re                    | US Postal Service      | États-Unis             | 26 h 30 min 27 s       |
| 2e                     | ONCE-Deutsche Bank     | Espagne                | + 4 s                  |
| 3e                     | Crédit Agricole        | France                 | + 19 s                 |
| 4e                     | Festina-Lotus          | France                 | + 20 s                 |
| 5e                     | Casino                 | France                 | + 25 s                 |